# Drassodella quinquelabecula
Espèce
Drassodella quinquelabecula est une espèce d'araignées aranéomorphes de la famille des Gallieniellidae.

## Distribution
Cette espèce est endémique du Cap-Occidental en Afrique du Sud,.

## Description
Le mâle mesure 3,6 mm et la femelle 4 mm.
Le mâle décrit par Mbo et Haddad en 2019 mesure 3,44 mm et la femelle 4,16 mm, les mâles mesurent de 3,12 à 3,60 mm et les femelles de 3,16 à 4,20 mm.

## Publication originale
- Tucker, 1923 : The Drassidae of South Africa. Annals of the South African Museum, vol. 19, p. 251-437 (texte intégral).